# Bethel (Ohio)
Bethel es una villa ubicada en el condado de Clermont en el estado estadounidense de Ohio. En el Censo de 2010 tenía una población de 2711 habitantes y una densidad poblacional de 747,66 personas por km².

## Geografía
Bethel se encuentra ubicada en las coordenadas 38°57′46″N 84°5′4″O / 38.96278, -84.08444. Según la Oficina del Censo de los Estados Unidos, Bethel tiene una superficie total de 3.63 km², de la cual 3.61 km² corresponden a tierra firme y (0.36%) 0.01 km² es agua.

## Demografía
Según el censo de 2010, había 2711 personas residiendo en Bethel. La densidad de población era de 747,66 hab./km². De los 2711 habitantes, Bethel estaba compuesto por el 97.31% blancos, el 0.44% eran afroamericanos, el 0.07% eran amerindios, el 0.11% eran asiáticos, el 0.37% eran isleños del Pacífico, el 0.11% eran de otras razas y el 1.59% pertenecían a dos o más razas. Del total de la población el 0.96% eran hispanos o latinos de cualquier raza.